# كهف مارينغو
كهف مارينغو (بالإنجليزية: Marengo Cave)‏؛ هو كهف يقع في مقاطعة كروفورد في الولايات المتحدة.

## السياحة
يعد «كهف مارينغو» أحد مواقع الجذب السياحي في مقاطعة كروفورد في ولاية إنديانا الأمريكية.